# Connor Metcalfe
Connor Metcalfe (* 5. November 1999 in Newcastle, New South Wales) ist ein australischer Fußballspieler, der seit Sommer 2022 beim FC St. Pauli unter Vertrag steht.

## Karriere

### Klub
Metcalfe startete seine Spielerkarriere in der U-21 von Melbourne City. Zur Saison 2017/18 wechselte er in die erste Mannschaft, wo er am 14. Januar 2018 sein Debüt in der A-League feierte, als er bei der Partie bei den Central Coast Mariners in der 85. Minute für Nathaniel Atkinson eingewechselt wurde; das Spiel endete 2:2. Ab der Saison 2019/20 kam er häufiger zum Einsatz und spielte anschließend auch in mehreren Partien für Melbourne in der AFC Champions League 2022/23.
Zur Spielzeit 2022/23 wechselte er ablösefrei zum FC St. Pauli in die 2. Bundesliga. Hier bekam er beim 2:2 gegen Hannover 96 am 2. Spieltag seine ersten Einsatzminuten, als er in der 81. Minute für Marcel Hartel eingewechselt wurde. Am 7. Spieltag kam er zwei Spielminuten nach der Einwechslung für Eric Smith in der 79. Minute zu seinem ersten Treffer für die Hamburger, der dem Klub das 2:2 bei der SpVgg Greuther Fürth sicherte. Er erzielte das Tor des Monats im September 2023.

### Nationalmannschaft
Er war Teil der Mannschaft bei den Olympischen Spielen 2021 und kam dort in jedem der drei Gruppenspiele zum Einsatz. Sein Debüt in der australischen Nationalmannschaft hatte er am 7. Juni 2021 bei einem 5:1-Sieg über Taiwan während der Qualifikation für die Weltmeisterschaft 2022.

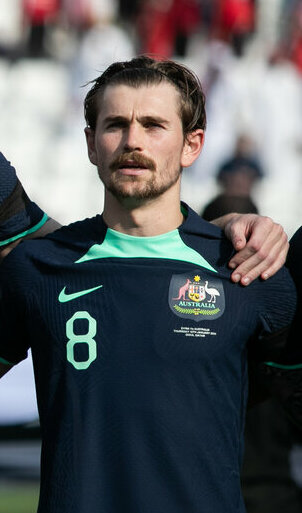
Metcalfe im Nationalmannschaftstrikot

## Titel
- Deutscher Zweitligameister und Aufstieg in die Bundesliga: 2024